# Toray Arrows (volley-ball masculin)
Pour les articles homonymes, voir Toray Arrows.
Le Toray Arrows Shizuoka (東レアローズ静岡) est un club japonais de volley-ball, fondé en 1947 et basé à Mishima.

## Historique
Le club a été fondé à Ōtsu, et déplacé en 1964 à Mishima. Pratiquant au début un volley-ball à neuf, le club a adopté le volley-ball à six à l'occasion de son déplacement.

## Palmarès
- Championnat du Japon (3)
  - Champion : 2005, 2009, 2017.
  - Vice-champion : 1999, 2000, 2002, 2007, 2008, 2012.

- Coupe de l'Empereur (3)
  - Vainqueur : 2008, 2013, 2016.
  - Finaliste : 2012.

- Tournoi de Kurowashiki (6)
  - Vainqueur : 1961, 1963, 2002, 2005, 2006, 2011.
  - Finaliste : 1953, 1959, 2004, 2009, 2015.

## Joueurs et personnalités du club

### Entraîneurs
- 1968-1974 :  Sadatoshi Sugawara
- 1994-1996 :  Jiawei Wang
- 1996-2001 :  Koichiro Kanno
- 2001-2003 :  Noboru Uematsu
- 2003-2009 :  Hisanori Yajima
- 2009-2012 :  Nakaba Akiyama
- 2012-2019 :  Atsushi Kobayashi
- 2020-2024 :  Ayumu Shinoda
- 2024- :  Yuta Abe

### Effectif actuel (2024-2025)
| No                                           | Nom                                          | Date de naissance                            | Taille | Poids | Poste                        | Club précédent                    | Au club depuis |
| -------------------------------------------- | -------------------------------------------- | -------------------------------------------- | ------ | ----- | ---------------------------- | --------------------------------- | -------------- |
| 2                                            | Takahiro Shin                                | 10 août 1991                                 | 181    | 75    | Passeur                      | Panasonic Panthers                | 2024           |
| 4                                            | Keisuke Sakai                                | 25 août 1996                                 | 187    | 76    | Passeur                      | Université de Tsukuba             | 2018           |
| 20                                           | Eiki Onodera                                 | 2 décembre 2001                              | 187    | 79    | Passeur                      | Université internationale de Budo | 2024           |
| 6                                            | Gaku Kusumoto                                | 8 juin 2002                                  | 177    |       | Attaquant                    | Université de Tenri               | 2024           |
| 21                                           | Alan Souza                                   | 21 mars 1994                                 | 202    | 98    | Attaquant                    | AZS Olsztyn                       | 2024           |
| 1                                            | Yuto Fujinaka                                | 20 avril 1996                                | 182    | 78    | Réceptionneur-attaquant      | JTEKT Stings                      | 2024           |
| 5                                            | Yuta Yoneyama                                | 29 août 1987                                 | 185    | 80    | Réceptionneur-attaquant      | NSSU Tokyo                        | 2006           |
| 7                                            | Francesco Recine                             | 7 février 1999                               | 183    | 75    | Réceptionneur-attaquant      | You Energy Plaisance              | 2024           |
| 10                                           | Tobias Takeshi Shigeto                       | 8 février 2001                               | 191    | 79    | Réceptionneur-attaquant      | Université Waseda                 | 2022           |
| 12                                           | Daiki Yamada                                 | 7 août 2001                                  | 191    | 81    | Réceptionneur-attaquant      | Université Waseda                 | 2023           |
| 17                                           | Hiroki Ozawa                                 | 21 septembre 1997                            | 186    | 82    | Réceptionneur-attaquant      | Université de Tsukuba             | 2020           |
| 1                                            | Takahiro Namba                               | 1er mai 1998                                 | 198    | 94    | Central                      | Université de Tenri               | 2020           |
| 15                                           | Haku Ri                                      | 27 décembre 1990                             | 195    | 83    | Central                      | Tsukuba United SunGAIA            | 2013           |
| 16                                           | Reimondo Kamijo                              | 16 septembre 1999                            | 195    | 74    | Central                      | Université Waseda                 | 2021           |
| 18                                           | Keigo Nishimoto                              | 27 octobre 1998                              | 189    | 93    | Central                      | Université Fukuyama Heisei        | 2021           |
| -                                            | Ryusuke Nakamura                             | 26 décembre 1997                             | 194    | 84    | Central                      | Oita Miyoshi Weisse Adler         | 2024           |
| 3                                            | Takumi Yamaguchi                             | 30 août 1997                                 | 168    | 67    | Libero                       | Université de Tsukuba             | 2019           |
| 19                                           | Takeda Taishu                                | 25 août 2001                                 | 170    |       | Libero                       | Université Meiji                  | 2023           |
|                                              |                                              |                                              |        |       |                              |                                   |                |
| Encadrement technique                        | Encadrement technique                        |                                              |        |       | Légende                      | Légende                           |                |
| Entraîneur : Yuta Abe                        | Entraîneur : Yuta Abe                        | Entraîneur : Yuta Abe                        |        |       | : Capitaine                  | : Capitaine                       |                |
| Entraîneur(s) adjoint(s) : Atsushi Kobayashi | Entraîneur(s) adjoint(s) : Atsushi Kobayashi | Entraîneur(s) adjoint(s) : Atsushi Kobayashi |        |       | : Joueur blessé actuellement | : Joueur blessé actuellement      |                |

### Joueurs emblématiques
- Hisashi Aizawa (2008-2016)
- Antonin Rouzier (2018-2020)
- Lloy Ball (1996-1999)
- Thomas Hoff (1999-2000)
- Gavin Schmitt (2017-2018)
- Vladimir Nikolov (2006-2007)
- Dmitri Fomine (2002-2003)
- Pavel Abramov (2003-2005)